# 東京都立工芸高等学校
東京都立工芸高等学校（とうきょうとりつ こうげいこうとうがっこう、英: Tokyo Metropolitan Kogei High School）は、東京都文京区本郷一丁目に所在する東京都立高等学校。工芸系の工業高等学校。

## 概要
全日制では「アートクラフト科」、「マシンクラフト科」、「インテリア科」、「グラフィックアーツ科」、「デザイン科」の5学科が設置されている。夜間定時制は「デザイン科」を除く4学科が設置されている。
通常、工業高校は男子生徒の在籍率が高いが、当校は在籍する生徒の約8割が女子生徒で占められている。
開校以来2万人を越える卒業生はデザイナー、エンジニアをはじめ社会で広く活躍している。2007年に創立100周年を迎えた。なお諸般の事情により、100周年記念式典は2007年5月19日に東京国際フォーラムホールCにて行われた。百周年記念誌「都立工芸100年の歩み」は同校同窓会・築地工芸会により2009年3月31日に発行された。
入試においては東京都立高校の共通問題を使用しており、実技試験などは課されない。
開校以来、2018年現在までに4人の人間国宝を輩出している。
校舎は、対馬府中藩中屋敷跡に建っている。

## 沿革
- 1906年 - 文部省により設置認可
- 1907年 - 東京府立工芸学校として開校（所在地は現在の中央区築地）
- 1923年 - 関東大震災により校舎焼失、府立第六中学校（現：東京都立新宿高等学校）にて授業再開
- 1927年 - 現在地に移転
- 1931年 - 定時制課程を開設
- 1943年 - 東京府から東京都への都制施行により「東京都立工芸学校」に改称
- 1948年 - 学制改革により「東京都立工芸新制高等学校」に改称
- 1949年 - 図案科（全日制）増設
- 1950年 - 「東京都立工芸高等学校」に改称
- 1962年 - 改修工事を開始（1973年まで）
- 1997年 - 新校舎落成
- 2007年 - 創立100周年
- 2012年11月17日 - 同校の土曜授業公開時に野田佳彦首相が視察訪問を行った。野田首相は、アートクラフト科で携帯ストラップの製造体験、グラフィックアーツ科で生徒などに約8分程のスピーチを行った。

## 施設
校舎は東京都教職員研修センターと建物を共用している。2階にある校庭を経由して出入りができるが、それ以外では完全に遮断されており、中ではつながっていない。
1997年に改修した、地上9階、地下2階の校舎で、校外に鹿の角のような赤いオブジェがある。これは炎を意味しているが、建築家のコンセプトであり、学校の意思とは関係がない。このオブジェは風力で回転している。また、オブジェは一部生徒の間で「校長が自転車をこいで回転させている。」という説が未だに残っている。この赤いオブジェの他にも、校内には当校卒の芸術家などの数々の芸術作品、伝統工芸品が展示されている。
教室 (Home Room) の他に実習室が多くあり、作業機器など実習設備も充実している。体育館は7階、室内温水プールは1階の校内にある。

## 著名な出身者
- 新道繁（洋画家）
- 間宮不二雄（実業家）
- 滝沢英輔（映画監督、脚本家）
- 三浦つとむ（言語学者）
- 川上景司（特撮監督）
- 原弘（グラフィックデザイナー）
- 児玉清（俳優）
- 山本丘人（画家、芸術院賞、文化勲章：府立三中より転入）
- 村木与四郎（映画美術監督）
- 倉俣史朗（インテリアデザイナー、木材科卒）[2]
- 川本喜八郎（人形作家、アニメーション作家）
- 秋山祐徳太子（現代美術家）
- 杉本幸治（書体設計者）
- 副田高行（アートディレクター）
- 南伸坊（イラストレーター、エッセイスト）
- 秋山道男（プロデューサー）
- 善養寺幸子（建築家）
- 山下啓介（声優、俳優）
- 原田美枝子（女優、代々木高校へ転校）
- 永井裕明（アートディレクター）
- 合田経郎（アニメーション作家、NHKキャラクターどーもくんの作者）
- 羽海野チカ（漫画家、デザイン科卒）[3]
- 松原伸生（染織作家、重要無形文化財保持者）
- 森薫（漫画家）
- 槇村さとる（漫画家、デザイン科卒）[4]
- 高木綾子（アーティスト）
- 東啓子（女優）
- 井上彩名（女優）
- 市川実和子（女優、ファッションモデル）
- 田尾沙織 (写真家）
- 水元ローラ（漫画家）
- 澤田りえ（料理研究家）
- 吉田均（競馬評論家）
- 吉田謙吉（舞台美術家：府立一中より転入）
- 池田稔（実業家）
- 尾澤勇（工芸家）
- 一玄亭米多朗（落語家）
- 笑組ゆたか（漫才師）
- きくちゆうき（漫画家、イラストレーター、インテリア科卒）[5]
- 立花家あまね(民謡)
- イヨ・スカイ(プロレスラー)

## 交通アクセス
- 総武線（各駅停車）・都営三田線水道橋駅徒歩1分。
- 東京メトロ丸ノ内線・南北線後楽園駅徒歩7分。